# V Herculis
V Herculis är en gul stjärna (spektralklass G0) av visuell magnitud 10,9 i stjärnbilden Herkules. Den misstänktes vara variabel och åsattes därför en variabeldesignation. Noggranna mätningar har visat att den inte är variabel.